# WrestleMania VIII
WrestleMania VIII a fost ce-a de-a opta ediție a pay-per-view-ului anual WrestleMania organizat de promoția World Wrestling Federation. A avut loc pe data de 5 aprilie 1992 și a fost găzduită de arena Hosier Dome din Indianapolis. 
Aceasta a fost ultima ediție WrestleMania din anii '90 desfășurată pe un stadion. Următoarea ediție care a avut un astfel de loc de desfășurare a fost WrestleMania X-Seven.

## Rezultate
- Dark match: The Bushwhackers (Luke Williams și Butch Miller) i-au învins pe The Beverly Brothers (Blake și Beau) (10:00)
- Shawn Michaels (însoțit de Sensational Sherri) l-a învins pe Tito Santana (10:39)
  - Michaels l-a numărat pe Santana folosind un bodypress, după ce a reușit să întoarcă bodyslam-ul încercat de Santana.
- The Undertaker (însoțit de Paul Bearer) l-a învins pe Jake Roberts (6:36)
  - Undertaker a învins prin pinfall, după ce a efectuat asupra lui Roberts un Tombstone Piledriver.
- Bret Hart l-a învins pe Roddy Piper, devenind noul campion intercontinental (13:50)
  - Hart l-a numărat pe Piper folosind un roll-up.
- The Big Boss Man, Virgil, Sgt. Slaughter și Jim Duggan i-au învins pe The Nasty Boys (Brian Knobbs și Jerry Sags), Repo Man și The Mountie (5:22)
  - Virgil a aplicat pinul asupra lui Knobbs, după ce Sags l-a lovit pe Knobbs cu masca lui Virgil.
- Randy Savage (însoțit de Miss Elizabeth) l-a învins pe Ric Flair (însoțit de Mr. Perfect), câștigând titlul WWF Championship (18:05)
  - Savage a efectuat un roll-up, câștigând meciul.
- Tatanka l-a învins pe Rick Martel (4:33)
  - Tatanka a câștigat prin pinfall, după ce a efectuat un flying crossbody pe Martel.
- The Natural Disasters (Earthquake și Typhoon) i-au învins pe campionii WWF pe echipe Money Inc. (Ted DiBiase și Irwin R. Schyster) (însoțiți de Jimmy Hart) (8:39) prin countout
  - Money Inc. au pierdut intenționat prin countout, păstrându-și astfel titlul de campioni.
- Owen Hart l-a învins pe Skinner (1:11)
  - Hart a  aplicat un roll-up și a câștigat prin pinfall.
- Hulk Hogan l-a învins pe Sid Justice (însoțit de Harvey Wippleman) prin descalificare (12:44)
  - Sid a fost descalificat după ce Wippleman a intervenit în meci.
  - După meci, Papa Shango a venit în ring iar The Ultimate Warrior a revenit în fața publicului pentru a-l ajuta pe Hulk Hogan.

## Alți participanți
| Comentatori - Bobby "The Brain" Heenan - Gorilla Monsoon Reporteri - Lord Alfred Hayes - Sean Mooney - "Mean" Gene Okerlund Ring announcer - Howard Finkel | Arbitrii - Danny Davis - Earl Hebner - Joey Marella Persoane intervievate - Paul Ellering - The Legion of Doom - Lex Luger |

## De reținut
- Reba McEntire a cântat imnul Statelor Unite - "The Star-Sprangled Banner"
- Este prima ediție WrestleMania în care este folosită o pânză specială pentru cele patru laturi ale ringului, cu însemnele WrestleMania. Modelul folosit la WrestleMania VIII a fost folosit până la WrestleMania 13.
- A fost ultima ediție WrestleMania comentată de Gorilla Monsoon și singura ediție comentată în întregime de acesta alături de Bobby Heenan.
- Ediția din acest an a marcat prima apariție la WrestleMania a lui Ric Flair.
- Meciul dintre Hulk Hogan și Sid Justice a fost declarat meciul de retragere a lui Hogan, deși acesta a ajuns să concureze și la ediția din anul următor a WrestleMania.
- Printre celebritățile prezente s-au numărat Reba McEntire și Ray Combs.